# C5H10N2O
化学式C5H10N2O（摩尔质量：114.1457 g/mol）可以指：
- 1,3-二甲基-2-咪唑啉酮（DMI），CAS号：80-73-9
- 1-甲醛哌嗪，CAS号：7755-92-2
- N-亚硝基哌啶，CAS号：100-75-4

|  | 这个同类索引页列出了具有相同分子式的化学物（即同分異構體）条目。 除非您是有意链接至本页，否则应将相应条目的内部链接指向正确的条目。 |